# Chacina de Acari
A Chacina de Acari ocorreu em 26 de julho de 1990, quando 11 jovens, sendo 7 menores, da favela do Acari no Rio de Janeiro, foram retirados de um sítio em Suruí, bairro de Magé, onde passavam o dia, por um grupo que se identificava como sendo policiais. A história das mães dos garotos desaparecidos que buscam justiça foi contada no livro "Mães de Acari", do jornalista Carlos Nobre. O caso está na lista da Superinteressante (2015) de "5 crimes que chocaram o Brasil na década de 1990".
Em 4 de dezembro de 2024, a Corte Interamericana de Direitos Humanos condenou o Estado brasileiro pelo desaparecimento de 11 jovens da favela de Acari, em 1990, e pelos homicídios de dois parentes, em 1993. Na sentença, a Corte determinou que o Estado brasileiro emita todas as certidões de óbito e indenize as famílias de vítimas pelos danos emocionais e materiais causados.

## História

### Crime
Os sequestradores queriam joias e dinheiro, e após supostamente negociarem a libertação por meio de pagamento, durante cerca de uma hora, segundo a única testemunha do caso, Dona Laudicena, já falecida, os sequestradores levaram as 11 vítimas a um local abandonado. Nem seus corpos, até hoje, foram encontrados.

### Assassinato
As mães dos desaparecidos começaram uma busca pelos filhos e por justiça, e ficaram conhecidas como Mães de Acari. Em 1993, Edméa da Silva Euzébio, uma das mães, foi assassinada quando buscava informações sobre o paradeiro do filho, Luiz Henrique da Silva Euzébio. O inquérito policial, sob o número 07/98, na Delegacia de Homicídios da Baixada Fluminense, foi encerrado por falta de provas em 2010, e ninguém foi indiciado. Segundo uma denúncia apresentada na justiça em 2014, o crime teria sido ordenado pelo coronel e ex-deputado reformado da PM e ex-deputado estadual Emir Campos Larangeira, também foram réus os Policiais Militares Eduardo José Rocha Creazola, o "Rambo", Arlindo Maginário Filho, Adilson Saraiva Hora, o "Tula" e Irapuã Ferreira; o ex-PM Pedro Flávio Costa e o servidor municipal Luiz Cláudio de Souza, o "Mamãe" ou "Badi" e o agente penitenciário Washington Luiz Ferreira dos Santos, este último o processo foi desmembrado do principal e entrou na fase de produção de provas. Segundo o Ministério Público, os acusados formavam um grupo conhecido como "Cavalos Corredores", liderado pelo coronel Emir Larangeira, agindo com mais frequência na década de 90, época que o oficial comandou o 9º BPM (Rocha Miranda).. Foi informado em março de 2019 que sete dos acusados vão a júri popular.

### Filme
A exibição do filme "Luto Como Mãe", em 24 de julho de 2010, na quadra da Escola de Samba Favo de Acari, marcou os 20 anos da chacina e trouxe de São Paulo as Mães de Maio, cujos filhos sumiram em circunstâncias semelhantes. O promotor Rogério Scatamburlo, coordenador do Centro Integrado de Apurações Criminais (Ciac), disse que vai checar a existência do inquérito na Deac da 6ª DP e o depoimento da testemunha sobre o caso de Acari.

## Sequestrados
Os onze sequestrados (e suas idades, à época):
- Viviane Rocha, 13 anos
- Cristiane Souza Leite, 16 anos
- Wudson de Souza, 16 anos
- Wallace do Nascimento, 17 anos
- Antônio Carlos da Silva (vulgo Toninho), 17 anos
- Luiz Henrique Euzébio da Silva, (vulgo Gunga) 17 anos
- Edson de Souza (vulgo Edinho), 17 anos
- Rosana Lima de Souza, 18 anos
- Moisés dos Santos Cruz (vulgo Moi), 26 anos
- Luiz Carlos Vasconcelos de Deus (vulgo Lula), 32 anos
- Edio do Nascimento, 41 anos